# ۸۵۰ (میلادی)
۸۵۰ (میلادی) هشتصد و پنجاهمین سال تقویم میلادی است.

## درگذشتگان
‎